# Ozodiceromya notata
Ozodiceromya notata är en tvåvingeart som först beskrevs av Christian Rudolph Wilhelm Wiedemann 1821.  Ozodiceromya notata ingår i släktet Ozodiceromya och familjen stilettflugor. Inga underarter finns listade i Catalogue of Life.